# Богачево (станция, Польша)
Богачево (пол. Bogaczewo) — пассажирская и грузовая железнодорожная станция в селе Богачево в гмине Эльблонг, в Варминьско-Мазурском воеводстве Польши. Имеет 2 платформы и 3 пути.
Станция на железнодорожной линии Мальборк — Калининград, построена в 1852 году. Кроме того здесь начинается линия Богачево — Ольштын (с 1882 года) и грузовая линия Богачево — Мамоново с шириной русской колеи, которая ведёт к российско-польской границе (с 1945 года).